# Klein Nordende
Kleine Nordende, en baix alemany Lütten Noordinn/Modinn és un municipi de l'estat de Slesvig-Holstein que a la fi del 2014 tenia uns 3203 habitants. Fa part de l'amt de Elmshorn-Land.
El municipi es troba a la transició entre el geest (terra alta, sorrosa) i el maresme, del qual una part s'ha convertit en espai natural protegit. És una zona d'agricultura, ramaderia i sobretot de vivers d'arbres. Té la seva escola primària. La majoria de la gent treballa a la petita ciutat veïna d'Elmshorn o en altres llocs de l'àrea metropolitana d'Hamburg.
L'aiguamoll del Liether Moor (16 hectàrees) amb els seus prats humids i boscs de ribera és un lloc d'excursió aficionat per vianants i ciclistes. L'antiga pedrera de calcari Liether Moorgrube va palesar formacions geològiques, fòssils i artefactes dels primers assentaments a l'edat de pedra interessants. Ambdós llocs són espais protegits. Des del Liether moor eix el Ekholter Au, un afluent del Krückau, en via de renaturalització.
Llocs d'interès
- El parc natural de l'aiguamoll Liether Moor on neix l'Ekholter Au i l'antiga pedrera de calcari
- Centre cultural Dat Töverhuus, una antiga masia del 1790. La cadena de televisió NDR l'utilitza per a les eves emissions en baix alemany

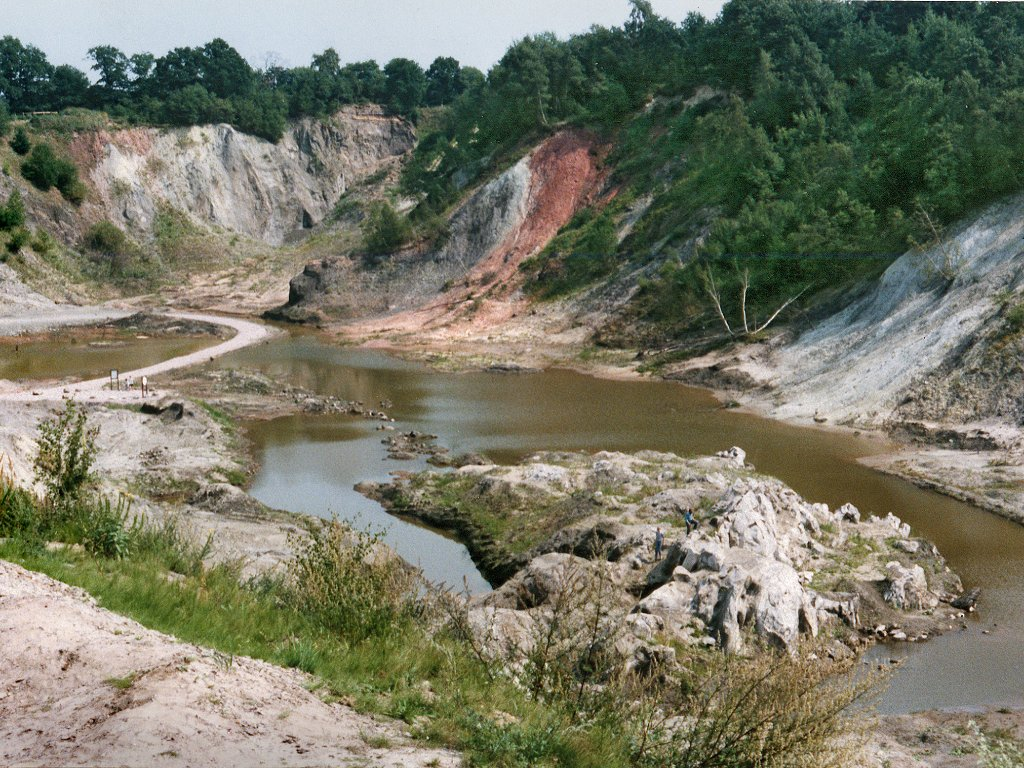
Pedrera de Lieth
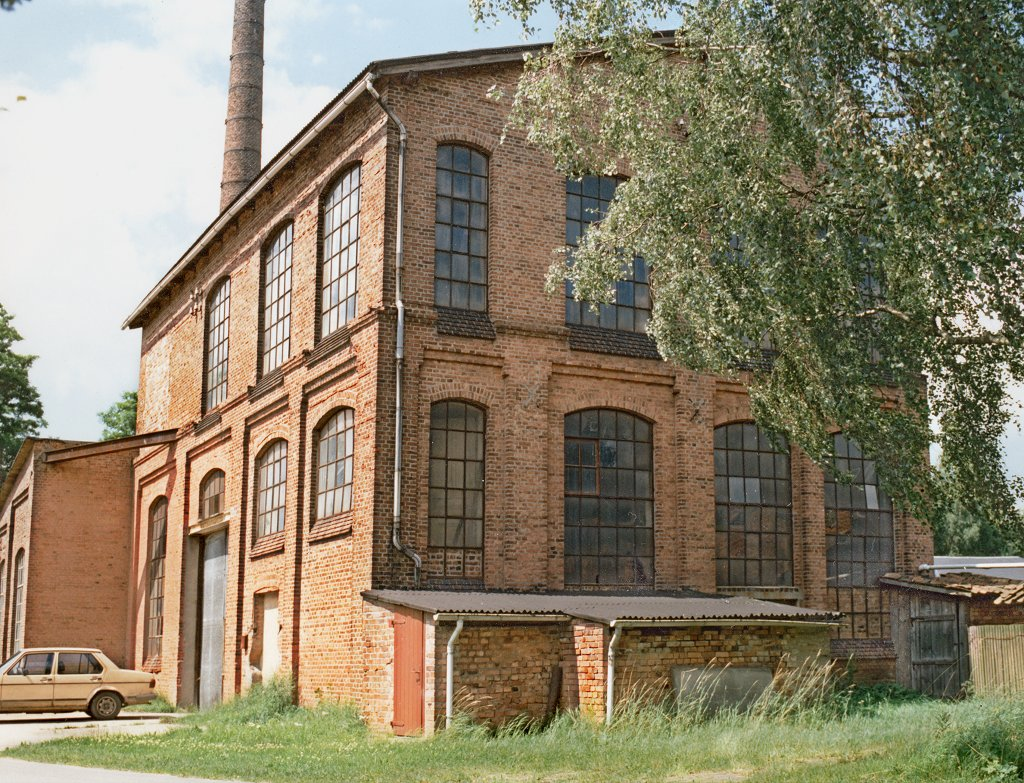
Antiga bòbila Rotenlehm
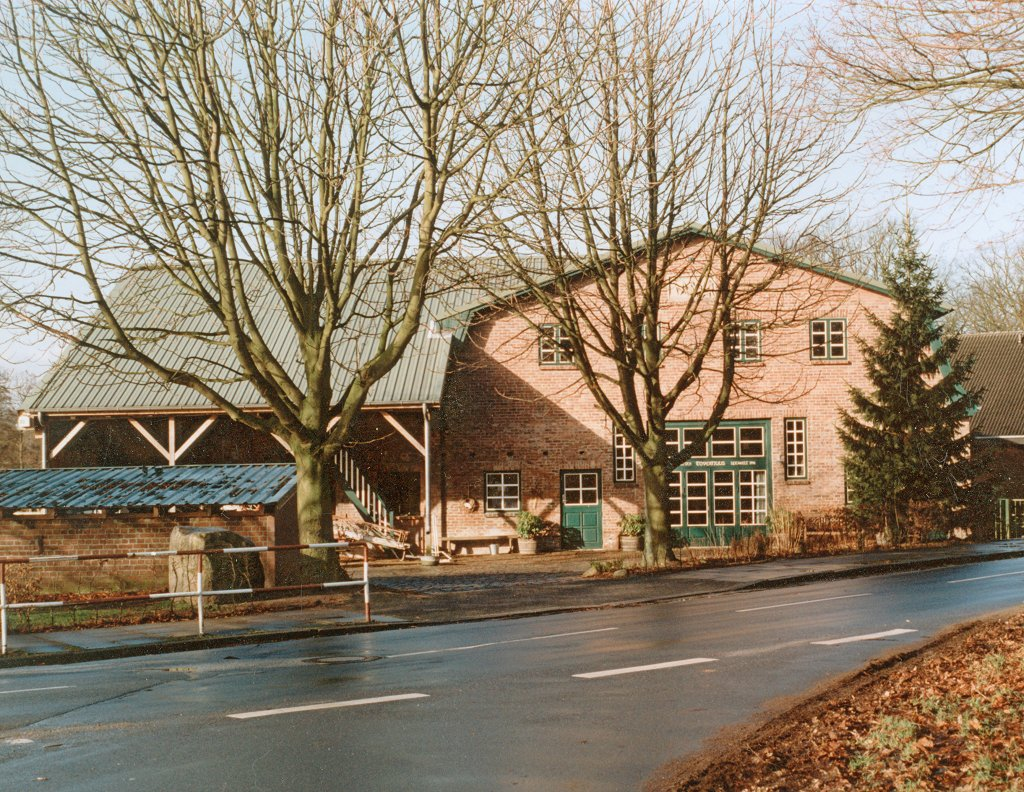
Centre cultural Dat Töverhuus (La casa encantada)
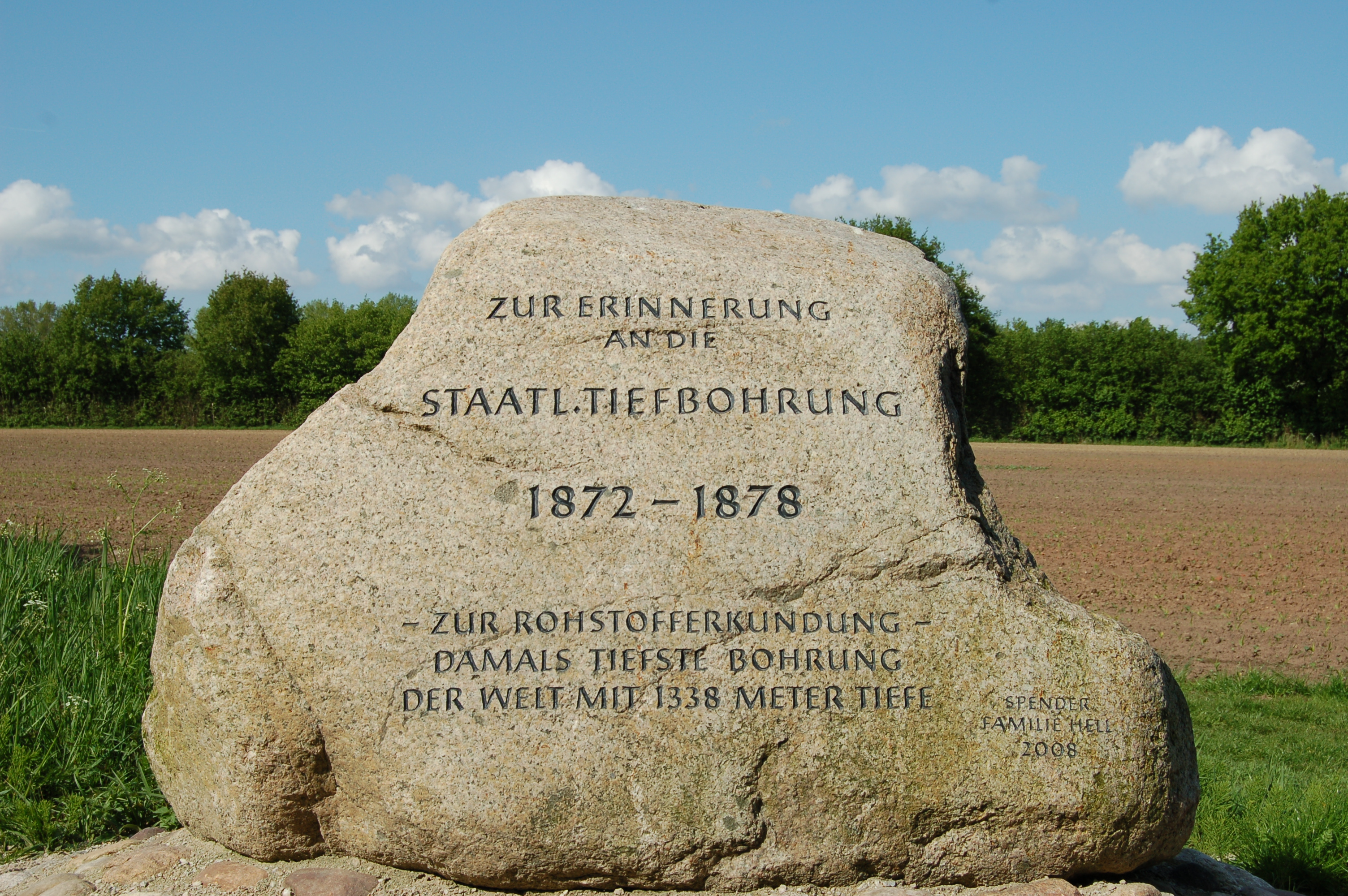
Pedra que comemora la perforació terrestre més pregona 1872-1878